# Simão Boccanegra

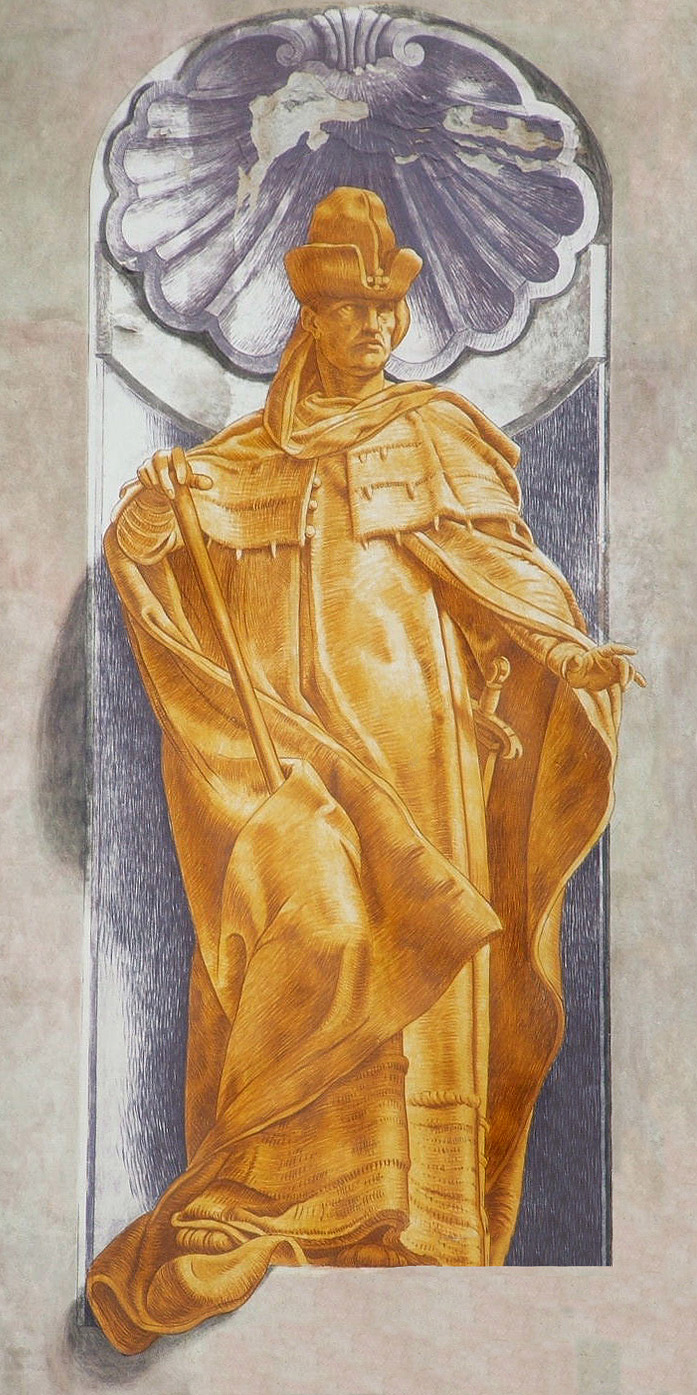
Simão Boccanegra

Simão Boccanegra (em italiano: Simone Boccanegra; m. 1362) foi membro de uma poderosa família genovesa, foi o primeiro doge de Génova. Foi eleito em 24 de setembro de 1339, em substituição dos tribunos do povo (Abbati). Teve que lutar contra os Doria, os  Spinola, os Grimaldi e os Fieschi, chefes do partido guelfo. Sofreu o cerco destes, em Génova, e viu-se obrigado a abandonar o poder em 1347. Retirou-se para Pisa, a partir de onde reorganizou o seu grupo e regressou em 1356 para reestablecer o poder na República.
Por volta de 1357, derrotou Carlos Grimaldi, senhor do Mónaco e almirante de França, e, à morte deste último, Boccanegra e os genoveses recuperaram o Mónaco. Simone Boccanegra morreu provavelmente envenenado em 1362. Durante o seu mandato, os genoveses conquistaram a ilha de Quios e derrotaram os tártaros, que tinham sitiado Cafa. É também conhecido graças à ópera Simon Boccanegra de Giuseppe Verdi (1857).